# Anticonformisme
Le terme anticonformiste est apparu au milieu du XXe siècle. Il est formé de l'élément du grec anti- (αντι) qui signifie « en face de », « contre », et du nom conformiste, qui désigne quelqu'un qui se conforme aux normes, aux usages ; mais aussi, péjorativement, l'attitude passive d'une personne qui se conforme aux idées et aux usages de son milieu.

## Définition
L'anticonformiste est donc le contraire du conformiste. On emploie ce mot pour désigner l'attitude d'opposition à celui-ci, voire l'hostilité aux normes, aux usages établis.
La norme, du latin norma (équerre, règle), sert en effet de modèle, de référence, voire de règle. Elle correspond à l'état habituel, conforme à la majorité des cas. Donc, à la moyenne, à la normale.
Tout individu qui, en société, s'écarte de la norme, est ainsi souvent considéré comme anormal, et même parfois, déviant. À ce sujet, André Gide (écrivain français du XXe siècle) écrit : « Toute pensée non conforme est suspecte. » Suspecte aux yeux de ceux qui se conforment précisément à une norme de pensée et souvent, de comportement. Ces individus finissent par se ressembler, tant leur désir de mimétisme, c'est-à-dire d'imitation, est grand. Ainsi Marcel, héros du Conformiste (1951) d'Alberto Moravia, se réjouit d'être comme tout le monde.

## L'anticonformiste
L'anticonformiste, lui, est souvent un individualiste, mot dérivé du latin dividere, qui signifie « diviser », « séparer ». Il est « séparé » de la masse, de son milieu, parce qu'il ne se conforme pas aux modèles édictés par la majorité. L'anticonformiste refuse donc d'être celui ou celle qu'il convient d'être. Il revendique son originalité ; en effet, l'anticonformiste souhaite innover, inventer.
Par exemple, les artistes romantiques du début du XIXe siècle ou les peintres impressionnistes qui s'opposèrent alors, par leur liberté créative, aux normes esthétiques de la peinture académique. Et, plus proche de nous, le mouvement surréaliste qui a marqué profondément les années 1920-1930.
Mais si le conformisme favorise, on le devine, l'intégration sociale, l'anticonformisme est parfois source de méfiance, (cf. citation d'André Gide ci-dessus) ; d'hostilité, voire d'exclusion de la part des représentants de la norme, de l'ordre.
Dans Rhinocéros, pièce d'Eugène Ionesco publiée en 1960, l'auteur souligne la difficulté d'être anticonformiste. La fidélité à soi-même, le refus de « penser comme les autres », ou d'être comme eux, est source de douleur. Ainsi, Bérenger, double de Ionesco et « anti-héros » de la pièce, refuse le conformisme qui gagne rapidement ses semblables. Il perçoit les dangers de la « Rhinocérite », allégorie des idéologies totalitaires, qui contamine langage, pensée et comportement. Bérenger se sent autre, comme L'Étranger d'Albert Camus. L'affirmation finale de la différence (ici, être un homme, même le seul homme face aux rhinocéros que sont devenus ses contemporains, fascinés et aveuglés par l'idéologie ambiante), le marginalise. Il devient, par une inversion déroutante des valeurs, un monstre, à ses propres yeux comme aux yeux d'autrui.
D'où son cri : « Contre tout le monde, je me défendrai ! Je suis le dernier homme […] Je ne capitule pas. »
Mais, si l'anticonformiste peut être un résistant, un rebelle, le philosophe Pascal Bruckner souligne dans « le conformisme de la subversion », que la critique systématique des sociétés modernes et, plus particulièrement, du système libéral, de la publicité et des médias, avec lesquels il est en affinité, devient un conformisme à l'envers, une nouvelle manière, tout aussi excessive et ridicule, d'être moutonnier.[réf. obsolète]
Pierre Bourdieu a par ailleurs souligné (Sur la télévision) le conformisme et l'homogénéisation de la pensée véhiculée dans la plupart des médias.